# 伊澤修
伊澤 修（いざわ おさむ、1963年8月16日 - ）は、日本の外交官。

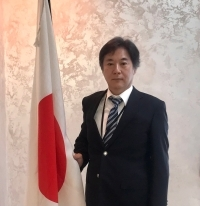
伊澤修特命全権大使

## 略歴
- 栃木県出身[1]
- 1987年3月 - 慶應義塾大学経済学部卒業[1]
- 1987年4月 - 外務省入省[1]、フランス語研修[3]
- 2002年12月 - 総合外交政策局総務課 首席事務官[1]
- 2004年8月 - 総合外交政策局総務課外交政策調整官[1]
- 2006年3月 - 総合外交政策局総務課主任外交政策調整官[1]
- 2006年8月 - 北米局日米安全保障条約課日米地位協定室長[1]
- 2008年8月 - 大臣官房[1]
- 2008年9月 - 兼内閣事務官 内閣官房（～2011年1月）、町村国務大臣秘書官事務取扱、河村国務大臣秘書官事務取扱[1]
- 2009年9月 - 平野国務大臣秘書官事務取扱[1]
- 2010年6月 - 仙谷国務大臣秘書官事務取扱[1]
- 2011年1月 - 総合外交政策局安全保障政策課長[1]
- 2012年9月 - 在タイ日本国大使館 公使[1]
- 2015年7月 - 在オーストラリア日本国大使館 公使[1]
- 2016年12月 - 防衛書記官 防衛政策局次長[1]
- 2018年9月 - 外務事務官 在モントリオール日本国総領事[1]
- 2021年9月 - 大臣官房[1]
- 2022年1月 - セネガル国駐箚特命全権大使[1]
- 2022年4月 - 兼カーボベルデ、ギニアビサウ[1]
- 2022年5月 - 兼ガンビア[1]
- 2024年11月 - 北大西洋条約機構（NATO）日本政府代表部特命全権大使[4]

## 同期
- 阿部康次（22年：駐マダガスカル大使（コモロ兼轄）、19年：フランス公使）
- 飯島俊郎（19年：宮内庁式部副長、18年：経済局審議官、16年：総合外交政策局参事官）
- 石塚英樹（23年：ジョージア大使）
- 植野篤志（22年：カンボジア大使、20年：国際協力局長）
- 岡野正敬（25年:国家安全保障局長 23年：外務事務次官、22年：内閣官房副長官補、21年：総合外交政策局長、19年：国際法局長）
- 小和田雅子（皇后雅子）（19年：立后、93年：皇太子妃冊立）
- 紀谷昌彦（22年：ASEAN大使、19年：シドニー総領事、17年：政策立案参事官、15年：南スーダン大使）
- 志野光子（24年：ドイツ大使、22年：国際連合日本政府代表部特命全権大使、21年：儀典長）
- 柴田裕憲（23年：エチオピア大使、20年国際協力機構理事）
- 高橋克彦（24年:政府代表・特命全権大使（国際経済・貿易担当ほか） 21年：マレーシア大使、19年：中東アフリカ局長）
- 塚田玉樹（23年：イラン大使、20年：米国特命全権公使、19年：地球規模課題審議官）
- 津川貴久（23年：農畜産業振興機構理事、20年：ベナン大使）
- 中川弘一（22年：在コルカタ総領事）
- 中川勉（23年：アフリカ連合代表部大使、21年：出入国在留管理庁審議官、18年：デトロイト総領事）
- 中田昌宏（22年：スイス公使）
- 中村和人（24年:キューバ大使 22年：ニカラグア大使）
- 中村耕一郎（24年：エストニア大使、21年：内閣情報調査室内閣衛星情報センター分析部長、18年：ウラジオストク総領事）
- 早川修（24年：ドミニカ共和国大使、22年：立命館アジア太平洋大学教授）
- 樋口義広（19年：マダガスカル大使）
- 松浦博司（24年：ケニア大使、20年：イギリス公使）
- 松田弥生（05年：弁護士）
- 丸山浩平（22年：在バンクーバー総領事、19年在釜山総領事）
- 本清耕造（24年：メキシコ大使、21年：在ジュネーブ国際機関日本政府代表部次席常駐代表、20年：軍縮不拡散・科学部長）
- 山内弘志（22年：アルゼンチン大使、21年：国際情報統括官）